# 奧地利-提洛的安娜
奧地利-提洛的安娜（德語：Anna von Österreich-Tirol，1585年10月4日—1618年12月14日），是1611年至1618年在位的奧地利大公夫人、匈牙利王后、波希米亞王后及1612年至1618年在位的神聖羅馬皇后。
1611年，安娜與神聖羅馬皇帝魯道夫二世的弟弟、匈牙利與波希米亞國王馬蒂亞斯結婚，兩人沒有子女。1612年魯道夫二世去世，馬蒂亞斯與安娜成為神聖羅馬皇帝與神聖羅馬皇后。